# Adam Loomis
Adam Loomis, né le 19 mars 1992 à Eau Claire, est un coureur du combiné nordique américain. 

## Biographie
Adam Loomis intègre l'équipe nationale en 2010, prenant part à la Coupe continentale. Il prend son premier départ individuel en Coupe du monde en janvier 2014 à Tchaïkovski.
Il marque ses premiers points dans la compétition lors de la saison suivante à Chaux-Neuve (21e), avant d'honorer sa participation aux Championnats du monde de Falun.
Aux Championnats du monde 2017, il obtient son meilleur résultat individuel en mondial avec une 33e place au petit tremplin.
En 2018, il prend sa retraite sportive après sa non-sélection pour les Jeux olympiques de Pyeongchang. Il travaille désormais pour l'association de ski nordique d'Anchorage en Alaska.
Il a un frère aussi actif en combiné nordique : Ben Loomis.

## Palmarès

### Championnats du monde
| Épreuve / Édition   | Individuel     | Individuel     | Par équipes           | Par équipes           |
| Épreuve / Édition   | Petit tremplin | Grand tremplin | Grand tremplin Sprint | Petit tremplin Relais |
| Mondiaux 2015 Falun | -              | 41e            | -                     | 7e                    |
| Mondiaux 2017 Lahti | 33e            | 44e            | -                     | -                     |

### Coupe du monde
- Meilleur classement général : 55e en 2015.
- Meilleur résultat individuel : 21e.

#### Différents classements en Coupe du monde
| Année     | Classement général final |
| 2014-2015 | 55e                      |
| 2017-2018 | 63e                      |